# Lipica
Lipica (do 1945 r. niem. Lindenau) – wieś nadgraniczna w Polsce położona w województwie warmińsko-mazurskim, w powiecie bartoszyckim, w gminie Sępopol. W latach 1975–1998 miejscowość administracyjnie należała do województwa olsztyńskiego.
Wieś jest siedzibą sołectwa Lipica, w którego skład wchodzą również miejscowości Smodajny, Melejdy, Romaliny i Gaj. We wsi znajduje się zabytkowy, gotycki kościół.

## Historia
Wieś powstała w XIV w jako służebny majątek rycerski. W tym samym czasie powstał gotycki kościół.
W 1889 r. był to majątek ziemski, który wraz z trzema folwarkami zajmował obszar 1230 ha i należał do rodziny Grunau. Folwarki te po 1945 r. znalazły się w granicach Rosji (Obwód królewiecki). W 1935 r. w tutejsze szkole pracował jeden nauczyciel i uczyło się 53 dzieci. W 1939 r. w Lipicy mieszkało 426 osób.
W latach 60. XX w. wybudowano we wsi remizę strażacką oraz Wiejski Dom Kultury. W 1966 r. uruchomiono filię Społecznego Ogniska Muzycznego z Bartoszyc. W 1979 r. erygowano ponownie parafię katolicką i powierzona ją Księżom Salezjanom. W 1983 r. we wsi było 27 domów i 121 mieszkańców. We wsi funkcjonowało 27 indywidualnych gospodarstw rolnych, uprawiających łącznie 330 ha ziemi i hodujących 324 sztuki bydła (w tym 136 krów), 180 sztuk trzody chlewnej, 16 koni i 48 owiec. W tym czasie we wsi była świetlica, punkt biblioteczny, boisko sportowe, sklep wielobranżowy.

## Parafia
Parafia przed reformacją należała do archiprezbiteratu sępopolskiego. Współcześnie Parafia Świętych Apostołów Piotra i Pawła w Lipicy należy do dekanatu sępopolskiego, powstała 1 grudnia 1979 r. W 1999 proboszcz urzędował we Lwowcu. Do parafii należy kaplica Najświętszego Serca Jezusowego w Gierkinach, znajdująca się w zaadaptowanym budynku mieszkalnym.

## Zabytki
- Gotycki kościół z końca XIV w., rozbudowany w 1875 r. W latach 1525–1944 służył ewangelikom. Jest to budowla gotycka, orientowana, murowana z cegły na wysokiej podmurówce z kamienia polnego, salowa, na planie prostokąta, w narożach trójuskokowe skarpy. Trójkondygnacyjna wieża od strony zachodniej, z półkoliście zamkniętymi wysokimi blendami, zwieńczona schodkowymi szczytami, nakryta dachem siodłowym[4]. W nawie strop drewniany.